# Associação Portuguesa de Investigação Arqueológica
A Associação Portuguesa de Investigação Arqueológica (APIA) é uma associação fundada em 16 de junho 1998, cuja sede se localiza no concelho de Tomar O arquipélago dos Açores é um dos pontos nos quais a associação já esteve envolvida em investigação arqueológica, peculiarmente a ilha do Pico e suas estruturas piramidais e as estruturas descobertas em Angra do Heroísmo, na ilha Terceira.